# Helga Thaler Ausserhofer

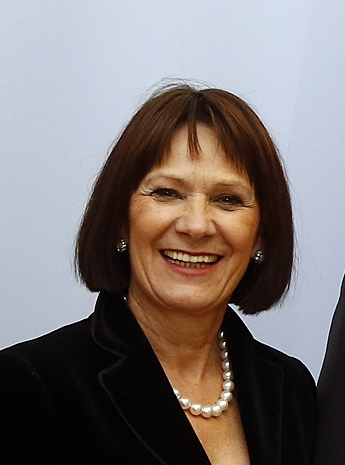
Helga Thaler Ausserhofer

Helga Thaler Ausserhofer (* 13. April 1952 als Helga Thaler in Sand in Taufers; andere Schreibung: Helga Thaler Außerhofer) ist eine italienische Politikerin der Südtiroler Volkspartei und Wirtschaftsberaterin.

## Biographie
Thaler Ausserhofer schloss 1976 in Mailand an der Università Cattolica del Sacro Cuore ihr Studium der Wirtschaftswissenschaften ab und absolvierte 1977 die Befähigungsprüfung zur Wirtschafts- und Steuerberaterin. Im Jahr 1978 eröffnete sie mit ihrem Ehemann Walter Ausserhofer eine Kanzlei in Bruneck.
1992 wurde Thaler Ausserhofer auf der Liste der Südtiroler Volkspartei in die italienische Abgeordnetenkammer gewählt, nach dem vorzeitigen Ende der Legislaturperiode 1994 kandidierte sie bei den Neuwahlen erfolgreich im Wahlkreis Brixen für den Senat, dem sie bis 2013 angehörte. Innerhalb der SVP ist sie eine Exponentin des Wirtschaftsflügels.